# Andriba
Andriba est une commune urbaine malgache située dans la partie nord de la région de Betsiboka.